# 鈴木龍
鈴木 龍（すずき りゅう、1992年9月29日 - ）は、宮城県仙台市出身の元プロ自転車ロードレース選手。

## 概要
趣味はゲームで、PlayStation全般を対象としている。2017年頃から植物の育成にもハマり、豆苗も育てていた。
明治学院大学入学後に自転車競技に興味を持ち、本格的に始める。それまではサッカーをしていて大学でも当初はサッカー部に所属した。
愛称のアンドリュー・ペダルスキーは、那須ブラーゼン時代のチームメイト佐野淳哉が命名した。
2018年のブリッツェン移籍については、2017年の5月にブリッツェンの廣瀬佳正GMと清水裕輔監督から声をかけられた。その時は引き続きブリヂストンとの契約で考えていたが、自分の目指しているものとチームの活動方針の乖離を感じ、移籍を考えるようになってから再度ブリッツェンからオファーを受けたので決めた。2020年シーズン途中で来期は契約しないとブリッツェン運営会社から通告され協議したものの退団を決意。ロードレースから競輪へ転向を志願し競輪選手試験を受けたが合格にいたらずそのまま引退予定だったが、佐野淳哉から誘いを受け、2021年シーズンはレバンテフジ静岡に移籍し現役続行した。
シーズン中の最大の目標は、全日本自転車競技選手権大会での優勝としていた。
2021年をもって現役引退。セカンドキャリアはコーヒーを極めようと、ブラジルや宇都宮市内の店舗で修行。その後東京でコーヒーの豆の商社で営業経験を積み、2025年3月に宇都宮市内でコーヒー専門店「PAVEMENT COFFEE（ぺイブメントコーヒー）」を開店。出身地の仙台ではなく宇都宮としたのは、自転車の街である宇都宮と、人々のつながりが好きだからという。今後はコーヒーの街といえば「宇都宮」といわれる存在になりたいと意気込む。

## 来歴
2014年
- 7月6日 第48回 JBCF東日本ロードクラシック 修善寺大会 E1 優勝[2][7]
- チームユーラシア所属 (Side by Side Radio, 12. 鈴木龍選手のモチベーション理論、ダイエット論、選手になるまでの経緯、本へのコメント)

2015年
- 那須ブラーゼンに加入[2]
- 明治学院大学卒業[2]
- 全日本自転車競技選手権大会ロードレース 5位[2]
- 10月25日 JPT第22戦 美浜クリテリウム 2位[8]

2016年
- ブリヂストン・アンカー・サイクリングチームへ移籍[2]
- 全日本自転車競技選手権大会ロードレース 6位[2]

2017年
- 6月11日 JPT 第1回JBCF那須ロードレース 優勝[2][9]
- 6月25日 第86回 全日本自転車競技選手権大会ロードレース 4位[2]
- 9月8日 ツール・ド・北海道2017 第1ステージ 優勝[10]
- 10月21日 ジャパンカップクリテリウム 4週目のスプリント賞獲得[11]

2018年
- 宇都宮ブリッツェンに移籍[2]。
- 石川サイクルロードレース 優勝[4]
- やいた片岡ロードレース 優勝[4]
- Jプロツアー 年間個人総合4位[4]

2020年
- 東日本ロードクラシックday-2 優勝[4]

2021年
- レバンテフジ静岡に移籍。
- 3月27日 三菱地所JCLロードレース 第1戦 カンセキ真岡芳賀ロードレース 4位
- シーズン末をもって退団とともに現役引退[12]